# Сави де Тове, Жан-Люсьен
Жан-Люсьен Квасси Ланьо Сави де Тове (фр. Jean-Lucien Kwassi Lanyo Savi de Tové; род. 7 мая 1939, Ломе, Французское Того) — тоголезский политический и государственный деятель, министр торговли, промышленности и ремёсел (2005—2007), президент (с 2025).

## Биография
Родился 7 мая 1939 года в Ломе, в семье, принадлежащей к народу эве. Окончил Университет Бордо во Франции, где получил юридическое образование.

## Карьера
После государственного переворота в Того в 1967 году был назначен генеральным секретарём министерства иностранных дел, где проработал до 1974 года.
12 июля 1979 года он был арестован по обвинению в заговоре с целью подготовки государственного переворота и был заключён под стражу. В августе 1979 года он был осуждён и приговорён к десяти годам тюремного заключения.
После легализации многопартийной политики он основал Партию демократов за единство, а в марте 1993 года оппозиция предложила его кандидатуру на пост премьер-министра, критикуя сотрудничество действующего главы правительства Жозефа Коку Коффиго с президентом Гнассингбе Эйадемой. Однако, кандидатура Сави де Тове так и не была одобрена.
В 1999 году Партия демократов за единство объединилась с другими оппозиционными партиями в Панафриканскую патриотическую конвергенцию во главе с Эдемом Коджо, а Сави де Тове был назначен её первым вице-президентом. 20 июня 2005 года он был назначен министром торговли, промышленности и ремёсел, сохранив эту должность и в следующем правительстве.
В мае 2025 года парламент Того единогласно проголосовал за назначение Сави де Тове на пост президента страны. Он вступил в должность 3 мая того же года.